# Amy Elizabeth Thorpe
Amy Elizabeth Thorpe, más conocida como Betty Pack o por su nombre en clave Cynthia, (Minneapolis, Minnesota, 22 de noviembre de 1910 – Castelnou (Pirineos Orientales), 1 de diciembre de 1963) fue una espía estadounidense durante la Segunda Guerra Mundial.

## Biografía
Era hija del oficial de Infantería de Marina George Cyrus Thorpe y de la hija del senador por Minnesota Henry H. Wells, Cora Wells, una escritora que se había graduado con honores en la Universidad de Míchigan y realizado luego estudios en la Sorbona, en la Universidad de Múnich y en la de Columbia. Tras una infancia viajera, en la que estudió en Francia y en escuelas privadas de los Estados Unidos, a los once años Betty escribió una novela romántica, ambientada en Nápoles y cuidadosamente documentada, a la que tituló Fioretta (Honolulu, 1922) y cuyo prólogo escribió Wallace R. Farrington, gobernador de Hawái.
Al renunciar su padre al servicio con el rango de coronel, decidió estudiar leyes y se trasladó a Washington, donde conoció al comandante Alberto Lais, agregado naval en la embajada de Italia, treinta años mayor que ella, con quien sostuvo una relación platónica. En 1930, con 19 años, sostuvo un romance con Arthur Joseph Pack (1891-1945), segundo secretario de la embajada Británica, casi veinte años mayor que ella. Se casaron y así adquirió la doble nacionalidad. A los cinco meses, tuvo un hijo que dio en adopción al dudar de la identidad del padre, y luego tuvo otra hija, Denise, en 1934, después de trasladarse a Chile. El matrimonio estaba atravesando muchos problemas cuando Pack fue trasladado a Madrid (España), poco tiempo antes de la Guerra civil española. Thorpe era ya conocida por la inteligencia británica, puesto que uno de sus amantes, un periodista inglés, le había presentado a Lord Beaverbrook, magnate de la prensa, y a través de él, a la élite del espionaje británico. Allí fue reclutada y ayudó a escapar a algunos sublevados, transportando además suministros de la Cruz Roja a las fuerzas fascistas. Además coordinó la evacuación del personal diplomático británico en destructores ingleses a través del puerto de San Sebastián y se involucró en otros asuntos diplomáticos.
Una mujer celosa la acusó ante los sublevados de ser una espía republicana y, en otoño de 1937, junto a su hermana menor y una niñera, Thorpe tomó en París el expreso de Varsovia y se unió al servicio secreto británico a cambio de veinte libras mensuales, mientras su esposo trabajaba en la embajada británica en Varsovia. Su marido se enamoró de otra mujer y sufrió una embolia cerebral y hemiplejía que lo obligó a permanecer en un hospital de Londres. En Varsovia, se infiltró entre personalidades de renombre. Sedujo a un alto oficial polaco Edward Kulikowski y a otro más joven y casado, el conde Michał Łubiński, que conoció en una fiesta del embajador estadounidense y era ayudante del Ministro de Asuntos Exteriores Józef Beck. Gracias a ello los ingleses conocieron de primera mano las negociaciones secretas de Beck con Adolf Hitler para evitar la guerra y además se enteró de los esfuerzos de unos matemáticos polacos para romper la clave de la máquina encriptadora Enigma, cuyos nombres hizo llegar a Londres.
En Praga, con la ayuda de un admirador que era un oficial alemán, obtuvo pruebas concluyentes de que Hitler pretendía desmembrar Checoslovaquia y envió un mapa con las pretendidas nuevas fronteras. En 1938, el embajador británico le ordenó abandonar el país y, en abril de ese año, tras reconciliarse ambos esposos, fueron enviados a Santiago de Chile, donde él trabajó como encargado de negocios de la embajada británica. Cuando estalló la Segunda Guerra Mundial, Thorpe ofreció de nuevo sus servicios a la inteligencia británica que le encargó escribir artículos periodísticos bajo el seudónimo de Elizabeth Thomas para el diario chileno La Nación en español y para el South Pacific Mail en inglés. Estaba bajo el mando del MI6, entonces dirigido por el canadiense William Stephenson, un icono de la inteligencia británica y el hombre que inspiró a Ian Fleming para crear a James Bond, que trabajaba estrechamente con William Donovan, jefe de la Office of Strategic Services (OSS). Stephenson bautizó a Thorpe con el nombre en clave de "Cynthia", que se encargó de espiar las embajadas japonesa, italiana y alemana.
Stephenson se enteró de que el nuevo agregado naval italiano en Washington D. C. era el ya Almirante Alberto Lais, un viejo amigo de Thorpe, y le ordenó abandonar a su esposo enfermo y viajar a Nueva York y luego a Washington D. C., bajo la tapadera de periodista, con la misión de seducirlo y obtener los códigos secretos de la Regia Marina Italiana. Se estableció en Georgetown y obtuvo del sexagenario Lais los códigos secretos de la marina italiana, los planes para sabotear los barcos británicos en puertos de Estados Unidos y los de los barcos italianos para evitar que fueran capturados. Sus informes sirvieron en gran medida para planificar la Batalla del Cabo Matapán (28 de marzo de 1941).
Su siguiente misión fue hacerse pasar en mayo de 1941 por periodista estadounidense y seducir en la embajada francesa de la Francia de Vichy al capitán Charles-Emmanuel Brousse, expiloto de la marina francesa y agregado de prensa, de 49 años, casado varias veces y antialemán por convicción. Le confesó que trabajaba para los estadounidenses y Brousse le pasó copias de los telegramas de la embajada, de los archivos, de las cartas y otros pormenores del gobierno de Vichy. Thorpe se mudó al Wardman Park Hotel donde Brousse vivía con su esposa. En marzo de 1942, les encargaron obtener los códigos de la flota francesa. Brousse engañó al vigilante nocturno de la embajada y, junto a un agente canadiense, descerrajaron la puerta donde se guardaban los libros con los códigos, que fueron fotografiados y devueltos. Esos códigos fueron usados para ayudar a la flota de invasión en el norte de África en 1942 en la llamada Operación Torch. Pero tras la invasión, los miembros de la embajada de Francia en Washington fueron detenidos e interrogados, incluyendo al capitán Brousse, e, identificada y sospechosa por este motivo, Thorpe fue mantenida al margen de las operaciones hasta el final de la guerra y trabajó en Londres para el MI6 en la oficina de Dorset Square de la Dirección de Operaciones Especiales (SOE).
Tras la paz se enteró de que su esposo se había suicidado en Buenos Aires el 7 de noviembre del 1945, y contrajo matrimonio con Charles Brousse, que se había divorciado de su esposa. Se mudaron a un castillo medieval en una montaña francesa, donde al parecer (no es seguro) a los seis años su marido murió electrocutado por un accidente. Dieciocho años después, el 1 de diciembre de 1963, Thorpe murió de un cáncer de garganta.